# HD64180

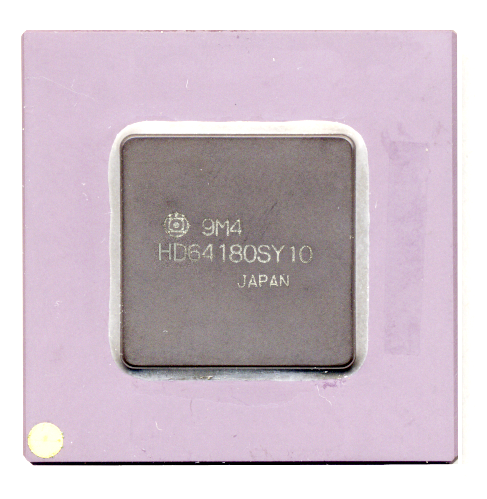
Hitachi HD64180

Il HD64180 è un microprocessore a 8 bit prodotto da Hitachi nato come evoluzione del microprocessore Z80 di Zilog.
Comprende al suo interno la logica di gestione della memoria (in gergo memory management unit o MMU).
L'Hitachi HD64180, detto anche Super Z80 è stato in seguito dato in licenza a Zilog e quindi venduto con il nome di Z64180. 
Zilog apportò successivamente alcune migliorie dalle quali nacque il microprocessore Zilog Z180.

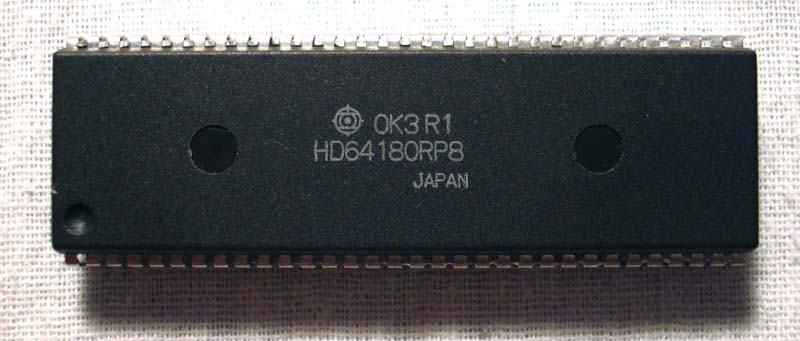
Hitachi HD64180 DIP64

Le caratteristiche principali erano:
- Memory Management Unit (MMU) che supportava 512k bytes di memoria RAM e 64k bytes di spazio di I/O.
- 12 nuove istruzioni (opcode)
- 2 canali diretti di tipo DMA per l'accesso alla memoria.
- Generatore per gli stati di attesa programmabile.
- Timer per il refresh della memoria DRAM programmabile.
- 2 canali asincroni per la comunicazione seriale detti ASCI.
- 2 canali programmabili a 16-bit per il reload timer detti PRT.
- 1 canale con segnale di clock per la porta di I/O seriale detta anche CSI/O
- Controller degli interrupt vettoriale programmabile.

I sistemi Micromint SB180 ed i computer SemiDisk Systems DT42 CP/M sono basati sull Hitachi HD64180.